# کامرانو کاساسکو
کامرانو کاساسکو (به ایتالیایی: Camerano Casasco) یک کومونه در ایتالیا است که در استان آسته واقع شده‌است.

## خصوصیات
کامرانو کاساسکو ۶٫۷ کیلومترمربع مساحت و ۵۰۲ نفر جمعیت دارد و ۳۰۰ متر بالاتر از سطح دریا واقع شده‌است.